# 多花刺头菊
多花刺头菊（学名：Cousinia polycephala）为菊科刺头菊属的植物。分布于吉尔吉斯斯坦阿赖山区以及中国大陆的新疆等地，生长于海拔3,000米的地区，多生于高山干旱河谷，目前尚未由人工引种栽培。